# Dieter Wisliceny
Dieter Wisliceny (eigentlich Dietrich) (* 13. Januar 1911 in Regulowken, Amtsbezirk Borkenwalde im Landkreis Angerburg, Ostpreußen; † 4. Mai 1948 in Bratislava) war ein deutscher SS-Hauptsturmführer und von 1940 bis 1944 „Beauftragter für jüdische Angelegenheiten“ für die Slowakei, Ungarn und Griechenland.

## Leben
Dietrich Wisliceny besuchte die evangelische Oberrealschule in Breslau. Sein Wunsch bestand darin, anschließend Medizin oder Geschichtswissenschaften zu studieren. Als sein Vater 1928 verstarb, befand sich die Familie, zu der drei Kinder gehörten, in einer äußerst schwierigen finanziellen Situation. Um überhaupt studieren zu können, bot ein Freund der Familie eine finanzielle Unterstützung an, band diese aber an die Erwartung eines evangelischen Theologiestudiums. Noch im Jahr des Schulabschlusses 1930 nahm er ein Theologiestudium an der Universität in Breslau auf. Doch bereits nach dem ersten Semester ließ er sich aus weltanschaulichen Gründen wieder exmatrikulieren. Um den Lebensunterhalt der Familie mit abzusichern, nahm er eine Hilfstätigkeit bei einer Baufirma im Raum Breslau auf, war aber auch als Journalist tätig. Dazwischen lagen immer wieder längere Phasen der Arbeitslosigkeit.
Am 1. Oktober 1931 wurde Wisliceny Mitglied der NSDAP (Mitgliedsnummer 672.774) und trat einer Formation der SA bei. Er wechselte 1934 von der SA zur SS (SS-Nr. 107.216) und wurde Angehöriger des SD. Von 1934 bis 1937 war er in Berlin tätig, zunächst als Referent für „Freimaurerfragen“ im SD-Hauptamt und von April 1937 bis November 1937 leitete er dort das „Judenreferat“ des SD. Anschließend arbeitete er bis 1940 in Danzig beim SD.
Auf einen Vorschlag Adolf Eichmanns, den er gut kannte, ging er im September 1940 als Vertreter des „Eichmannreferats“ im Amt IV B 4 beim Reichssicherheitshauptamt mit einer deutschen Delegation nach Bratislava, wo er als „Spezialist und Berater in jüdischen Angelegenheiten“ für die slowakische Regierung arbeitete. Nach Angaben des Rabbiners Chaim Michael Dov Weissmandl verhandelte Wisliceny offenbar im Auftrag Eichmanns mit ihm und der Fürsorgerin und Widerstandskämpferin Gisi Fleischmann ab dem Frühjahr 1942 über den Stopp der Deportationen slowakischer Juden ins KZ Auschwitz. Nach Zahlung eines Teils des verlangten Geldes hätten die Deportationen aufgehört, seien aber im September 1942 wieder aufgenommen worden, als die zweite Rate des Geldes nicht gezahlt worden sei. Wisliceny habe ab November 1942 über einen Stopp aller Deportationen außerhalb des Altreiches, Österreichs und des Protektorats Böhmen und Mähren verhandelt, aber die jüdischen Stellen hätten dem deutschen Angebot nicht geglaubt.
Am 6. Februar 1943 wurde Wisliceny gemeinsam mit Alois Brunner nach Griechenland versetzt, wo er das „Sonderkommando für Judenangelegenheiten“ in Saloniki leitete. Dabei wurden im Zeitraum vom 14. März bis zum 7. August 1943 in 19 Zugtransporten 43.850 Juden (95 Prozent der jüdischen Bevölkerung von Saloniki) und weitere aus dem Umland deportiert, die meisten davon in das KZ Auschwitz-Birkenau. Im Herbst und Winter 1943 leitete Wisliceny ein „Judenreferat“ beim Befehlshaber der Sicherheitspolizei und des SD in Athen, dem auch Alfred Slawik angehörte. Am Tag der deutschen Besetzung Ungarns, dem 19. März 1944, traf Wisliceny in Budapest als Mitglied des „Eichmann-Kommandos“ ein, das von April bis Oktober 1944 im Rahmen der „Ungarn-Aktion“ über 400.000 ungarische Juden ins KZ Auschwitz deportieren ließ, die dort größtenteils umgehend vergast wurden.
Am 12. Mai 1945 wurde Wisliceny in der Nähe des Altausseer Sees in Österreich festgenommen. Während der Nürnberger Prozesse war er ein wichtiger Zeuge der Anklage. Seine Aussage, in der er Angaben zu seiner Person machte und sich im Wesentlichen zu den Judendeportationen äußerte, wurde 1961 auch im Eichmann-Prozess in Jerusalem verwendet. Nach den Nürnberger Prozessen wurde Wisliceny an die Tschechoslowakei ausgeliefert, wo er angeklagt, schuldig gesprochen, am 27. Februar 1948 zum Tode verurteilt und am 4. Mai 1948 in Bratislava hingerichtet wurde.